# Another Day in Paradise (album)
Another Day in Paradise is het debuutalbum van de Amerikaanse punkband Strung Out. het album werd uitgegeven op 20 juni 1994 via het platenlabel Fat Wreck Chords. Het werd opnieuw gedrukt en uitgegeven in 2008 en nog een keer heruitgegeven op 15 april 2014 als onderdeel van een boxset, waar ook alle nummers van het verzamelalbum The Skinny Years... Before We Got Fat als bonustracks op te horen zijn.

## Nummers
1. "Population Control" - 2:13
2. "Lost?" - 1:46
3. "Drag Me Down" - 2:15
4. "In Harm's Way" - 2:32
5. "Talking to Myself" - 1:44
6. "Broken" - 2:10
7. "Ashes" - 2:35
8. "Faulter" - 2:41
9. "Away" - 2:03
10. "Alone" - 2:19
11. "Unclean" - 2:35
12. "Mad Mad World" - 2:22
13. "14 Days" - 2:06

## Band
- Jason Cruz - zang
- Jake Kiley - gitaar
- Rob Ramos - gitaar
- Jordan Burns - drums
- Jim Cherry - basgitaar